# Осериаты

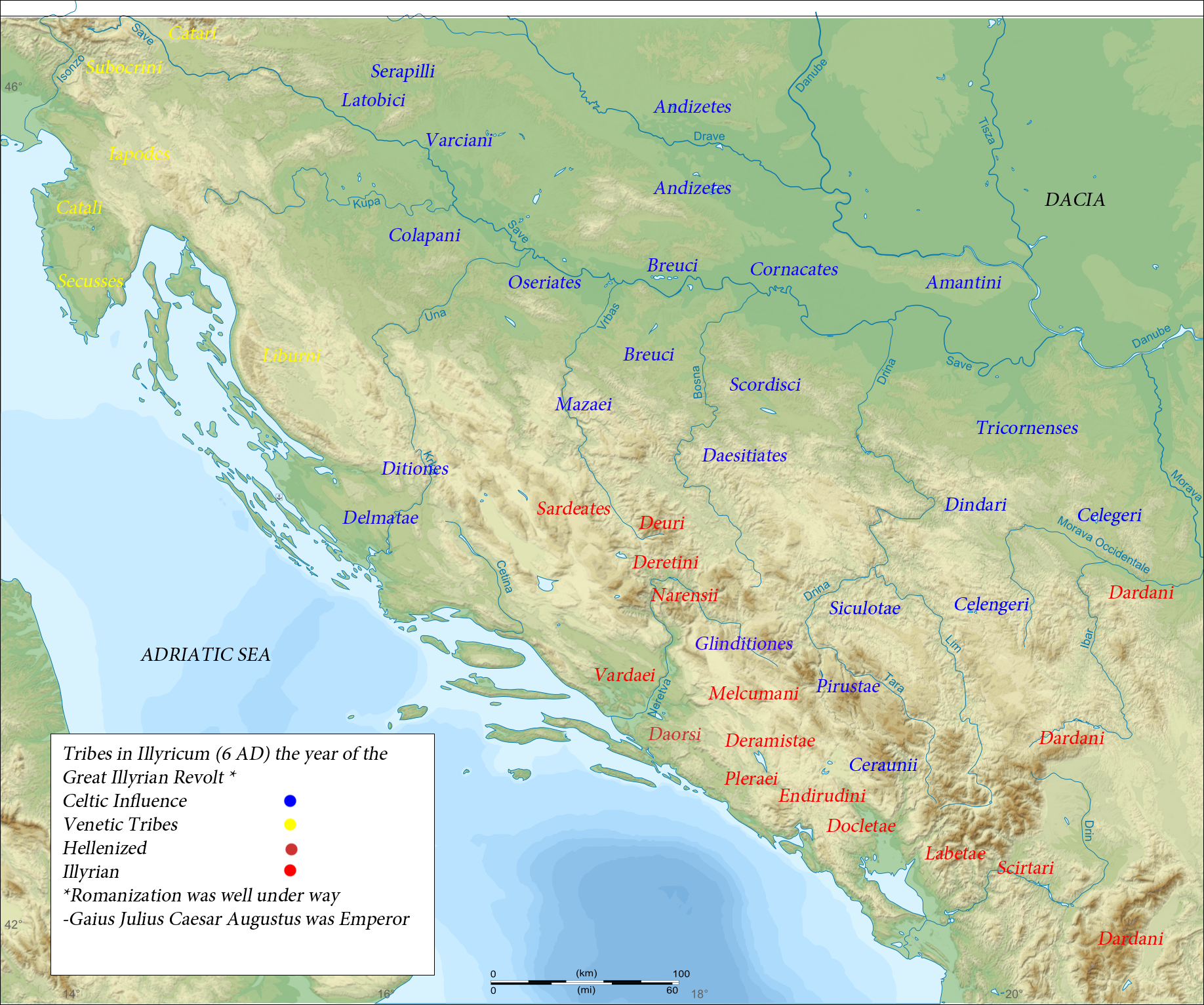
Племена провинции Иллирик во времена Великого иллирийского восстания в 6 году

Осериаты (лат. Osseriates) — иллирийско-паннонское племя, которое жило вдоль реки Савы близ устья реки Врбас. Они проживали между в колапианами и бревками и, возможно, принадлежали к южнопаннонской языковой группе.
Утверждается, что колапианы, варцианы и осериты происходят от великого племени бревков, которое после Великого иллирийского восстания (6—9 годы) распалось на несколько меньших частей.
Название племени осериатов, вероятно, индоевропейское и происходит от реконструируемого праиндоевропейского слова *eghero, то есть озеро.